# Haile Melekot
Haile Melekot Sahle Selassie (amharisch ኃይለ መለኮት ሣህለ ሥላሴ Ḫayle Melekot Śahle Śilasē; * 1824; † 9. November 1855) war Negus von Shewa, einer historischen Region Äthiopiens, vom 12. Oktober 1847 bis zu seinem Tod. Er war der ältere Sohn des Negus Sahle Selassie und dessen Frau Woizero Bezabish Wolde.

## Aufstieg zur Macht
Seine erste Frau war Woizero Ijigayehu (die er 1844 heiratete und von der er sich 1845 scheiden ließ); ihr einziges Kind, getauft Sahle Mariam, wurde vom Negus Sahle Selassie in Menelik umbenannt. Ihr Hintergrund ist umstritten; manche glauben, sie war von Oromo-Herkunft, andere bestehen darauf, dass sie eine der Frauen war, die vom Herrschaftshof Gondar nach Ankober gebracht wurden, um die königlichen Frauen von Shewa in Hofetikette zu unterrichten, damit der Shewa-Zweig der Dynastie dieselben Hofpraktiken wie der ältere Gondar-Zweig übernehmen konnte. Im Mai 1845 heiratete er seine zweite Frau, Woizero Tideneqialesh, die die frühere Frau eines Hofbeamten war.
Bevor Haile Melekot König wurde, war er unter dem Namen Lij Besha Warad bekannt. Bekannt ist, dass Sahle Selassie seinen jüngeren Sohn Seyfe Sahle Selassie bevorzugte, und das Gerücht, er würde seinen jüngeren Sohn als Erben einsetzen, war weit verbreitet. Er verkündete öffentlich, dass Haile Melekot das Königreich erben werde, zwang Seyfe zu schwören seine Entscheidung zu befolgen und, obwohl todkrank, reiste er kurz vor seinem Tod nach Debre Berhan, wo er seinen Vasallen Oromo bat, loyal zu Haile Malakot zu bleiben.
Sahle Selassies Tod war in Mordechai Abirs Worten, „ein Signal für ein Blutbad, das alles übertraf, was je in den Annalen von Showa vorkam.“ Die Abichu Oromo erhoben sich in offener Revolte, versuchten die Kontrolle über den Bezirk Tegulet zurückzuerlangen und konnten beinahe Ankobar einnehmen. Nur die Loyalität einiger anderer Oromo-Häuptlinge und die Unterstützung der Shewa mit Feuerwaffen retteten die Hauptstadt. Danach schaffte Haile Melekot es, sie zu einem Treffen in Angolalla zu überreden, wo er sie davon überzeugte, die Revolte zu beenden. Anfang 1848 hatte er die starke Kontrolle über sein Königreich und organisierte sogar eine Kampagne gegen die Arsi-Oromo, die die südwestlichen Gebiete Shewas jahrelang überfallen hatten.

## Herrschaft
Harold Marcus bemerkt: „wenig ist bekannt oder erinnert an die Herrschaft von Sahle Selassies Sohn, außer ihr Ende.“ Während er ziemlich richtig liegt mit der Bemerkung, dass dieser Informationsmangel „zur Annahme führt, seine Herrschaft war gewöhnlich“, überlebte ein kurzer Brief Haile Melekots, undatiert, aber im Frühjahr 1849 geschrieben und adressiert an „Victoria, Queen of the Ferangi“ – d. h. die Europäer. In dieser Mitteilung nimmt er Bezug auf die Freundschaft zwischen dem Vereinigten Königreich und Shewa, fragt, warum sie keine Beamten anlässlich seines Vaters Todes zum kondolieren geschickt haben, und bittet um 1.500 Taler, zusätzlich mit einer mündlichen Nachricht des Kuriers mit der Bitte um ausgebildete Arbeiter. Lord Palmerston antwortete am 4. Juli 1849, die Absicht der Nachricht missverstehend (und nicht zum letzten Mal missverstand die britische Regierung äthiopische Bräuche), dass Shewa zu weit entfernt liege, um Arbeiter zu entsenden „und außerdem sind die Arbeiter ihres Herrschaftsgebietes im Moment sehr beschäftigt.“ Mit diesem Brief wurde eine Kiste mit 300 Sovereigns gesandt; dieses Geschenk wurde mit einem zweiten Brief, der die Anschuldigung enthielt, die Münzen seien nicht aus Gold, sondern aus Messing, zurückgeschickt, mit der Schlussbemerkung: „Auch wenn unsere Freundschaft vergangen ist, lasst keine Feindschaft zwischen uns sein.“
Unvermeidlich zog sein halbunabhängiges Königreich (der Herrscher von Äthiopien in Gondar war nominell noch der Lehnsherr des Königs von Shewa) die Aufmerksamkeit von Tewodros II. auf sich, der erfolgreich den Prozess, die verbleibenden Kriegsherren Äthiopiens zu besiegen und Äthiopien wiederzuvereinigen, abschloss. Haile Melekot selbst verbündete sich mit den Oromo in der Provinz Wollo, die zwischen ihm und Tewodros lag, aber wie Abir anmerkt, war er „nicht aus demselben Holz geschnitzt wie sein Vater und hatte nicht dieselbe inspirierende Führung, die Showa in der Vergangenheit stark gemacht hatte.“ Die Shewan-Armee versagte in der Bereitstellung effektiver Hilfe für die Oromo-Führer in Wollo und mit einer Armee von 50.000 Männern vernichtete Tewodros seine geteilte Gegnerschaft. Nach einer Pause für die Regenzeit nahm 1855 Tewodros Nordshewa ein.
An diesem Punkt war Haile Melekot entmutigt und schwerkrank. Sein Bruder Seyfe Sahle Selassie, unzufrieden mit seiner Unentschlossenheit, führte die Armee nach Menz, südlich von Wollo, dann nach Tegulet und ließ Haile Melekot im Stich. Die lokalen Gouverneure waren leichtes Spiel für den König und wurden entweder besiegt (wie der Gouverneur von Efrata) oder liefen auf Tewodros Seite über. Rebellische Oromo brannten Angolalla nieder. Der Negus von Shewa war entsetzt, feststellen zu müssen, dass seine Mutter Bezabish und seine Großmutter Zenebework (beziehungsweise Witwe und Mutter des späteren Sahle Selassie) die Seiten gewechselt hatten und Tewodros huldigten, im Gegenzug für eine Garantie, dass ihr persönliches Land nicht angerührt werde. Ein mutloser Haile Melekot machte ein paar Scharmützel gegen Tewodros Kräfte, dann zerstörte er seine Lebensmittelspeicher und seine Hauptstadt Ankober, um sie von Tewodros Händen fernzuhalten. Er starb an seiner Krankheit in der Stadt Atakelt und wurde hastig bei Debre Gage in Tara verbrannt.
Eine Handvoll adliger Shewa kämpften weiter bis zur Endschlacht in Bulga, wo sie von einer Abteilung von Tewodros Truppen unter Ras Ingida besiegt wurden. Akzeptierend, dass weiterer Widerstand nicht möglich war, lieferten sie Tewodros Menelik aus, den Sohn und Erben Haile Melekots. König Tewodros ernannte Haile Melekots Bruder Haile Mikael zum Gouverneur und die Unabhängigkeit der Shewa endete.

## Auswirkungen
In einer interessanten Nachschrift wird Tewodros II. nachgesagt, er habe nicht geglaubt, dass Haile Melekot wirklich tot sei und habe verlangt, dessen Körper zu exhumieren. Als er den Körper des toten Königs sah, soll er um ihn geweint haben und gesagt haben, es wäre eine Schande, dass eine Krankheit einem tapferen Mann wie dem König von Shewa die Ehre, in einer Schlacht zu fallen, vorenthalten habe. Er ordnete an, Haile Melekot mit allem Pomp und Zeremonien wie ein König wieder zu bestatten.
Dann wandte Tewodros seine Aufmerksamkeit Melekots schöner Witwe Tidenekialesh zu. Selbst vor kurzem verwitwet, befahl ihr der König, ihn zurück nach Gondar zu begleiten. Tidenekialesh war einverstanden mitzukommen, fragte aber um Erlaubnis zuerst die Kathedrale St. Maria von Zion in Axum, die sie noch nie besucht hatte, zu besuchen, bevor sie in Gondar ankäme. Tewodros gab seine Erlaubnis, woraufhin Tidenekialesh nach Axum reiste, am Schrein betete, dann prompt über die Grenze flüchtete, wo es ihr nach einigen Schwierigkeiten gelang, an Bord eines Schiffes zum Heiligen Land zu gelangen, wo sie in ein äthiopisches Konvent in Jerusalem eintrat und einige Jahre später als Nonne starb. Tewodros bestaunte die Loyalität der Witwe Haile Melekots im Gegensatz zum Treuebruch der Mutter und Großmutter des späteren Königs.